# Balistoides
Balistoides es un género de peces ballesta de la familia Balistidae, del orden Tetraodontiformes. Esta especie marina fue descubierta por Alec Frederick Fraser-Brunner en 1935.

## Especies
Especies reconocidas del género:
- Balistoides conspicillum (Bloch & J. G. Schneider, 1801)
- Balistoides viridescens (Bloch & J. G. Schneider, 1801)

### Lectura recomendada
- Eschmeyer, William N., ed. 1998. Catalog of Fishes. Special Publication of the Center for Biodiversity Research and Information, n.º 1, vol. 1-3. 2905.
- Nelson, Joseph S. 1994. Fishes of the World, 3.ª edición, xvii + 600.
- Fraser-Brunner: Notes on the plectognath fishes. I. A synopsis of the genera of the family Balistidae. Annals and Magazine of Natural History, serie 10, volume 15, n.º 70, pp. 658-663.
- Gerry Allen (2000). Marine Fishes os South-East Asia. HK: Periplus Editions. p. 204. ISBN 9789625932675.